# Piper castroanum
Piper castroanum är en pepparväxtart som beskrevs av Trel. & Yunck.. Piper castroanum ingår i släktet Piper och familjen pepparväxter. Inga underarter finns listade i Catalogue of Life.